# River (televisieserie)
River is een zesdelige Britse televisieserie, gemaakt en geschreven door Abi Morgan met in de hoofdrollen Stellan Skarsgård en Nicola Walker. De première was op BBC One op 13 oktober 2015, internationaal werd de serie op Netflix gelanceerd op 18 november 2015.
De serie gebruikte het nummer I love to love (but my baby loves to dance) aan het begin van de eerste aflevering en aan het eind van de laatste aflevering.

## Rolverdeling
- Stellan Skarsgård – John River
- Nicola Walker – Jackie "Stevie" Stevenson
- Adeel Akhtar – Ira King
- Georgina Rich – Rosa Fallows
- Sorcha Cusack – Bridie Stevenson
- Owen Teale – Marcus McDonald
- Turlough Convery – Frankie Stevenson
- Eddie Marsan – Thomas Neill Cream
- Lesley Manville – Chrissie Read
- Michael Maloney – Tom Read
- Jim Norton – Michael Bennigan
- Shannon Tarbet – Erin Fielding